# Boguty Wielkie
Boguty Wielkie – część wsi Boguty-Żurawie w Polsce położona w województwie mazowieckim, w powiecie ostrowskim, w gminie Boguty-Pianki.
Dawniej wieś.

## Historia wsi
Na początku XIX w. wieś częścią tzw. okolicy szlacheckiej Boguty, powstałej na początku XV w. w dawnej ziemi nurskiej. Zasiedlona przez Boguckich herbu Pobóg.
Pod koniec wieku XIX w powiecie ostrowskim, gmina Kamieńczyk Wielki, parafia Boguty. 
W latach 1921–1931 wieś leżała w województwie białostockim, w powiecie ostrołęckim, w gminie Boguty.
Według Powszechnego Spisu Ludności z 1921 roku wieś zamieszkiwało 39 osób w 6 budynkach mieszkalnych. Miejscowość należała do parafii rzymskokatolickiej w m. Boguty-Pianki. Podlegała pod Sąd Grodzki w Czyżewie i Okręgowy w Łomży; właściwy urząd pocztowy mieścił się w Bogutach.
W wyniku napaści ZSRR na Polskę we wrześniu 1939 miejscowość znalazła się pod okupacją sowiecką. Od czerwca 1941 roku pod okupacją niemiecką. Od 22 lipca 1941 do 1945 włączona w skład Landkreis Lomscha, Bezirk Bialystok III Rzeszy.
W latach 1975–1998 miejscowość administracyjnie należała do województwa łomżyńskiego.